# Evert van de Kamp
Evert van de Kamp (Ermelo, 1 mei 1945) is een Nederlands organist, componist en dirigent.

## Biografie

### Jeugd
Van de Kamp werd geboren in Ermelo en groeide op Zwartebroek. Hij speelde al op zes-jarige leeftijd op een mondorgel waardoor zijn interesse kwam te liggen op de muziek. Tijdens visite bij de buren zong hij liedjes en speelde op een traporgel. Tijdens de muziekles op de lagere school dirigeerde hij weleens voor de klas.

### Opleiding
Van de Kamp kreeg zijn eerste orgellessen op 10-jarige leeftijd van zijn zwager, die hem twee jaar later naar de muziekschool in Amersfoort stuurde. Hij kreeg daar zijn orgellessen op het Naber-orgel in de Sint-Joriskerk. Zijn interesse kwam te liggen op romantische muziek en studeerde o.a. werken van Bach. Hierna ging hij studeren bij Geert Gringhuis in Barneveld waar hij ook directielessen van kreeg. Na een proefexamen werd hij toegelaten aan het conservatorium in Zwolle. Hierna vervolgde hij zijn studie bij de organisten Klaas Jan Mulder en Willem Hendrik Zwart.

## Loopbaan
Van de Kamp begeleidde vanaf 1956 op 11-jarige leeftijd op het harmonium het kinderkoor "De Anemoontjes" in Zwartebroek. In 1968 werd hij vaste dirigent van dit koor. Een jaar later werd hij dirigent van het gemengd koor "'t Zuiderkoor" waar later het "Het Groot Veluws koor" uit voortkwam. Sinds augustus 2010 is hij dirigent van het Christelijk Gereformeerd Zangkoor Soli Deo Goria en in november 2017 van het Chr. Mannenensemble in Krabbendijke.
Van de Kamp speelde vanaf 1960 officieel in de kerk op het orgel tijdens een trouwdienst van zijn zus. Hij was toen vijftien jaar oud. Niet veel later begeleide hij op het orgel ook de zondagse kerkdiensten. Kort daarna werd hij benoemd tot organist van de Ichthuskerk in Voorthuizen. Gevolgd door de gereformeerde kerken in Zwartebroek, Voorthuizen, Sint Jansklooster, Vollenhove, Genemuiden en de Vrije Evangelische Gemeenten in Kampen. Ook werkte hij enkele jaren als muziekdocent op de christelijke huishoudschool in Kootwijkerbroek.
Als componist maakte Van de Kamp vele koorwerken. Zijn eerste compositie was Vreugde, vreugde, louter vreugde, dat was bewerkt op de negende symphonie van Beethoven. Ook maakt hij composities voor gemengde koren en mannenkoren. Van hem zijn tevens 50 bundels voor orgel en 100 koraalbewerkingen voor koren uitgekomen en bracht hij lp's, muziekcassettes en cd's uit. Hij heeft sinds 1972 zijn eigen muziekuitgeverij "De Orgelpijp".

## Discografie

### Lp's
- De Grote Morgen
- Evert van de Kamp Improviseert in de Evangelische Lutherse Kerk te Den Haag
- Groot Veluws Koorconcert
- Het Groot Veluws Koor
- U loven wij, o God
- Kerst met Het Groot Veluws Koor
- Als er eens geen God was
- Looft Zijn naam alom
- Mijn hulp komt van de Heer

### Cd's
- Geloofd zij God
- God heb ik lief
- Evert van de Kamp Improviseert in Hasselt en Den Haag
- God is getrouw
- Ik bouw op u
- Groot Veluws Koor
- Kerst op de Veluwe
- Lichtstad
- Lof aan de Heer
- Groot Veluws Koor
- Looft Zijn naam alom
- Gouden klanken
- Niet Ritmische Samenzang Grote Kerk te Hasselt
- Grote God wij loven U
- Benefietconcert
- Soli Deo Gloria
- Zingend Getuigen Koorzang vanuit Kampen